# Arbutus androsterilis
Arbutus androsterilis là một loài thực vật có hoa trong họ Thạch nam. Loài này được M.Salas & al. mô tả khoa học đầu tiên năm 1993.